# Мічурін (Молдова)
Мічурін (рум. Miciurin) — село у Дрокійському районі Молдови. Утворює окрему комуну.

## Населення
За даними перепису населення 2004 року у селі проживали 1608 осіб.
Національний склад населення села:
| Національність       | Кількість осіб | Відсоток   |
| -------------------- | -------------- | ---------- |
| молдавани румуни     | 1060 2         | 65,9% 0,1% |
| українці             | 481            | 29,9%      |
| росіяни              | 52             | 3,2%       |
| цигани               | 5              | 0,3%       |
| гагаузи              | 3              | 0,2%       |
| болгари              | 1              | 0,1%       |
| поляки               | 1              | 0,1%       |
| інша / без відповіді | 3              | 0,2%       |
| Всього               | 1608           | 100%       |